# پرویز اسلام‌پور
پرویز اسلام‌پور (زادهٔ مرداد ۱۳۲۲ در تهران – ۵ بهمن ۱۳۹۱ در پاریس) شاعر و نویسنده ایرانی سال‌های دهه چهل و پنجاه خورشیدی است. وی پس از یداله رؤیایی از مؤثرترین شاعران شعر حجم به‌شمار می‌رود. اسلامپور از امضا کنندگان بیانیه شعر حجم بود. این بیانیه پس از ماه‌ها بحث و گفتگو سرانجام در خانه پرویز اسلام‌پور تأیید شد و به امضای او، محمود شجاعی، بهرام اردبیلی، هوشنگ آزادی‌ور و یدالله رؤیایی رسیده بود. امضای بیانیه این جریان شعری و چندوچون‌های آن مدت‌ها محل بحث و جدل محافل ادبی در ایران بوده‌است. وی از مهم‌ترین بنیان‌گذارانِ شعرِ دیگر بود.

## شعرِ دیگر
ایدهٔ شعرِ دیگر در برابر جریان شعری آن زمان در ایران که شعرِ متعهد بود شکل گرفت. شاعرانِ شعر دیگر متأثر از شاعرانِ موج نو و بیش از همه فریدون رهنما بودند. گرایشِ آن‌ها به عرفان نه تنها در شعر بلکه در شیوهٔ زندگی همهٔ این شاعران از جمله پرویز اسلام‌پور تا آخرین روز حیاتشان به‌خوبی دیده می‌شد. آن‌ها نظرات خود را در مجلدهایی به شرح زیر منتشر کردند: شعر دیگر، کتاب اول
مهرماه یکهزار و سی‌صد و چهل و هفت
نقاشی رو جلد: حسین زنده‌رودی
سازمان انتشارات اشرفی
با شعرهایی از:
- ۱. جلال الدین بلخی، صائب تبریزی، ابوبکر شبلی، منوچهر آتشی
- ۲. نیما یوشیج، تندر–کیا، هوشنگ ایرانی
- ۳. بهمن فرسی، منوچهر آتشی، هوشنگ بادیه نشین، محمد علی سپانلو، اسماعیل نوری علاء، داوود رمزی
- ۴. فریدون رهنما، داوود رمزی،
- ۵. احمدرضا احمدی، پرویز اسلام‌پور، مروا، ایرج شهیدی‌زاده، هوشنگ چالنگی، هوتن نجات، محمود شجاعی، حمید عرفان، بهرام اردبیلی، بیژن الهی
- ۶. گیوم آپولینر، یقیشه چارنتس، فدریکو گارسیا لورکا، گلی خلعتبری، سیروس آتابای

شعر دیگر، کتاب دوم
یکهزار و سیسد و چهل و نه
با شعرهایی از:
نیما یوشیج
بهرام اردبیلی
پرویز اسلام‌پور
بیژن الهی
هوشنگ چالنگی
یدالله رؤیایی
فریدون رهنما
محمود شجاعی
فیروز ناجی
یک سال پس از معرفی "شعر دیگر" به جامعه ادبی ایران، اسلام‌پور به همراه محمود شجاعی (شاعر و نمایشنامه‌نویس)، بهرام اردبیلی (شاعر)، هوشنگ آزادی‌ور (شاعر و سینماگر) و فیروز ناجی (شاعر) و یدالله رؤیایی (شاعر) بیانیهٔ شعر حجم را امضا کرد. این بیانیه پس از ماه‌ها بحث و گفتگو سرانجام در خانه پرویز اسلام‌پور تأیید شد. امضای بیانیه این جریان شعری و چندوچون‌های آن مدت‌ها محل بحث و جدل محافل ادبی در ایران بوده‌است.
پرویز اسلام‌پور که در مدرسه نظام درس خوانده بود با گرایش به ادبیات و نقاشی از فضای تحصیل دوری گزید و پس از انتشار سه مجموعه شعر و در اوج فعالیت‌های ادبی خود در سن ۲۷ سالگی به درخشش ادبی خود رسید. او علاوه بر نوشتن این کتاب‌ها، از نخستین شاعرانی ست که شعرهای مشترکی با دیگر شاعران از جمله بیژن الهی دارد. همچنین او چندین مصاحبه ماندگار در زمینه ادبیات و هنر انجام داده است. از جمله گفتگو با حسین زنده رودی، مقالاتی در باب هنر از جمله مقاله‌ای در موسیقی تحت عنوان خداشناسی خود اشتکهاوزن، گفتگو با ناصر عصار، و یادداشت‌ها و مقالاتی بسیار که غالباً در مجلات ادبی مطرح نیمه دوم دهه چهل منتشر می‌شد. مجله تماشا با او گفتگویی به نام "احوال یک شاعر " منتشر کرده و منوچهر آتشی (شاعر) نیز در همین مجله با او مصاحبهٔ معروفی به نام «شاعر پرش‌های تند از اعماق» انجام داده است.
اسلام‌پور که مسئولیتی در خانهٔ فرهنگ ایران در فرانسه داشت، پس از انقلاب ایران را با هدف زندگی در پاریس ترک کرد. سپس در مرکز فرهنگی «ژورژ پومپیدو» مشغول به کار شد. از آن پس او به شکل مرتب به نوشتن شعر و ترجمه اشعارش به فرانسه به همراه همسر فرانسوی اش ادامه داد ولی اقدام به انتشار آثارش به شکل کتاب نکرد. شعرهای او بنا به خواست خودش و میل وافر به گریز از جنجال‌های ادبی، گاه تنها در سایت‌های ادبی ماهنامه ادبی نوشتا منتشر شد. از جمله آثار منتشر شده، مربوط به گفتگویی است بین او و یدالله رؤیایی، شاعر و واضع شعر حجم، که سال ۱۳۸۸ در ماهنامه ادبی نوشتا منتشر شد و البته مربوط به تابستان ۱۹۹۳ میلادی بود. پس از آن نیز علاقه‌مندان به شعر اسلام‌پور، علاوه بر در دسترس قرار دادن آثار او در فضای مجازی ویژه نامه‌هایی نیز دربارهٔ او و شاعران شعر دیگر منتشر کردند. پیرو همین فعالیت‌ها در ویژه نامه‌ای به نام هنگام که ضمیمه ادبی - فرهنگی روزنامه عصر مردم بود در سال ۱۳۸۳ شماره‌ای به اشعار پرویز اسلام‌پور اختصاص داده شد.

## آثار
از اسلام‌پور سه مجموعه شعر در نیمه دوم سال‌های دهه ۱۳۴۰ خورشیدی منتشر شده‌است:
وصلت در منحنی سوم (۱۳۴۶)، نمک و حرکت ورید (۱۳۴۶)، شعرهای جانور سیاه چاق(۱۳۴۹) و پرویز اسلام پور. کتاب آخر که پرویز اسلام پور نام دارد به شکل الکترونیکی در سایت دوات منتشر شده‌است و شعرهای جانور سیاه چاق نیز در سه نسخه چاپ شد و محتوای آن در مجله روزن به انتشار رسید. آثار اسلام‌پور تنها چاپ اول داشته و با وجود در خواست‌های مکرر ناشران ایرانی و پی گیری‌های آنها، شاعر از انتشار اشعارش ممانعت کرده‌است.

## حجم از نظر پرویز اسلام‌پور
اسلام‌پور در بیانیه شعر حجم می‌نویسد:
حجم سکوی پرتاب است، و ظرفیتِ دور جهان‌های نا پیدای شعر.
از واقعیت تا مظاهر واقعیت، از شیء تا آثار شیء، فاصله‌ای است، فاصله‌هایی است؛ فاصله‌هایی از واقعیت تا ماوراء آن. از هزار نقطه یک چیز هزار شعاع برمی‌خیزد، هر شعاع به مظهری در ماوراء آن چیز می‌رسد، و واقعیت با مظاهر هزارگانه‌اش با هزار بعد وصل می‌شود. شاعر حجم‌گرا، این فاصله را با یک جست طی می‌کند تند و فوری؛ و بدین‌گونه، از واقعیت، به سود مظهر آن می‌گریزد. هر مظهری را که انتخاب کند، از بُعدی که بین واقعیت و آن مظهر منتخب است با یک جست می‌پرد، و از هر بُعد که می‌پرد، از عرض، از طول و از عمق می‌پرد. پس، از حجم می‌پرد، پس حجم‌گرا است؛ و چون پریدن می‌خواهد، به جستجوی حجم است.
پرش از حجم، روحانیتِ افتادن است؛ و حجم فضای این روحانیت. به مثابهٔ آن نیروی ایمانی است که پرش سفینه‌های دور پرواز را در ارادهٔ خداوندی می‌آورد.

## مرگ
اسلام‌پور دهه‌های آخر عمرش را در پاریس زندگی می‌کرد. او از فضای مطبوعاتی و ادبی دوری می‌کرد و در انزوا می‌زیست. اشعار بسیاری از او به جا مانده است که خانواده‌اش در حال گردآوری و تنظیم آن‌ها برای انتشار است. وی در تاریخ ۵ بهمن ۱۳۹۱ خورشیدی و در ۶۹ سالگی در خانه‌اش در پاریس درگذشت.